# Хеденстед
Хеденстед (дан. Hedensted) је град у Данској, у средишњем делу државе. Град је у оквиру покрајине Средишње Данске, где са околним насељима чини једну од општина, Општину Хеденстед.

## Природни услови
Хеденстед се налази у средишњем делу Данске. Од главног града Копенхагена, град је удаљен 250 километара западно. Најближи значајнији град је Орхус, 60 километара северно од Хеденстеда.
Град Хеденстед се налази у средишњем делу данског полуострва Јиланд, на око 10 километара од најближе обале Северног мора. Подручје око града је бреговито. Надморска висина града креће се од 50 до 80 метара.

## Историја
Подручје Хеденстеда било је насељено још у доба праисторије. Данашње насеље јавља се средином средњег века, око цркве подигнуте 1175. године.
Насеље споро развијало, па је све до средине 20. века то било мало насеље.
И поред петогодишње окупације Данске (1940-45.) од стране Трећег рајха Хеденстед и његово становништво нису много страдали.

## Становништво
Хеденстед је 2010. године имао око 11 хиљада у градским границама и око 46 хиљада са околним насељима.